# Xã Union Chapel, Quận Christian, Missouri
Xã Union Chapel (tiếng Anh: Union Chapel Township) là một xã thuộc quận Christian, tiểu bang Missouri, Hoa Kỳ. Năm 2010, dân số của xã này là 8.295 người.